# Брене
Брене (фр. Bresnay) насеље је и општина у централној Француској у региону Оверња, у департману Алије која припада префектури Мулен.
По подацима из 2011. године у општини је живело 389 становника, а густина насељености је износила 16,82 становника/km². Општина се простире на површини од 23,13 km². Налази се на средњој надморској висини од 247 метара (максималној 357 m, а минималној 235 m).

## Демографија
| 1962. | 1968. | 1975. | 1982. | 1990. | 1999. | 2011. |
| ----- | ----- | ----- | ----- | ----- | ----- | ----- |
| 405   | 465   | 395   | 407   | 395   | 376   | 389   |

График промене броја становника у току последњих година